# Unexpected (Angie Stone)
Unexpected è il quinto album in studio della cantante statunitense Angie Stone, pubblicato nel 2009.

## Tracce
1. Unexpected – 1:28
2. I Ain't Hearin' U – 3:27
3. Free (featuring Ricco Barrino) – 3:57
4. Maybe – 4:40
5. Hey Mr. DJ – 2:37
6. Kiss All Over Your Body – 4:45
7. I Don't Care (featuring Diamond Stone & Juanita Wynn) – 3:12
8. Why Is It – 3:43
9. Tell Me (featuring Dose) – 3:16
10. Think Sometimes – 3:34
11. I Found A Keeper – 3:20
12. Unexpected (Reprise) – 1:25